# От-Ары
От-Ары́ (якут. От Арыы) — небольшой остров в Оленёкском заливе моря Лаптевых. Административно относится к территории Якутии.
Остров расположен в центральной части залива, в дельте реки Оленёк. Находится между протоками Болдёр-Тёбюлеге на востоке, Кубалах-Уэся на юге и заливом Огоннёр-Кубата на западе. На севере узкой протокой отделяется от соседнего острова Илин-Голуб-Тёрюр-Арыта, на северо-востоке — от Болдёр-Арыта.
Остров имеет удлинённую форму, вытянутую с северо-восток на юго-запад. Высота достигает 3 м на севере. Остров покрыт песками и болотами, имеется семь небольших озёр. Со всех сторон (кроме северо-восточного берега) окружён отмелями.

## Топографические карты
- Лист карты S-50-XXIX,XXX Усть-Оленёк. Масштаб: 1 : 200 000. Издание 1987 г.